# Roewe 950
Roewe 950 — полноразмерный седан, производившийся в Китае компанией Roewe на базе Buick LaCrosse. Впервые был представлен в 2012 году на Пекинском автосалоне, а производство началось в апреле того же года.

## Описание
Roewe 950 оснащается целым рядом двигателей General Motors. 2,0-литровый четырёхцилиндровый двигатель развивает мощность 108 кВт (145 л. с.) при 6200 об/мин и крутящий момент 190 Н⋅м при 4600 об/мин, а 2,4-литровый четырёхцилиндровый двигатель развивает мощность 137 кВт (184 л. с.) при 6200 об/мин и крутящий момент 240 Н⋅м при 4800 об/мин.
3,0-литровый двигатель V6 развивает мощность 137 кВт (184 л. с.) при 6200 об/мин и крутящий момент 296 Н⋅м при 5600 об/мин, в результате чего заявленная максимальная скорость составляет 215 км/ч. Все двигатели сочетаются в паре с шестиступенчатой трансмиссией с двумя сцеплениями.
В июле 2015 года в моторную гамму был включён 1,8-литровый четырёхцилиндровый двигатель мощностью 136 кВт (182 л. с.) и крутящим моментом 290 Н⋅м. Трансмиссия TST6 обеспечивает экономию топлива 7,6 л/100 км.

## Фейслифтинг
В июле 2017 года Roewe 950 прошёл фейслифтинг. Изменения коснулись передней части. Сзади расположены светодиодные задние фонари, а над номерным знаком расположена горизонтальная хромированная полоса.

## 950 Fuel Cell
Roewe 950 на топливных элементах был представлен в 2014 году на Пекинском автосалоне. Топливные элементы представляют собой систему двойного питания, состоящую из аккумулятора и водородного топливного элемента. Мощность двигателя составляет 110 кВт (150 л. с.), запас хода — 430 км. 
950 Fuel Cell стал первым пассажирским автомобилем на топливных элементах китайского производства, когда производство началось в 2016 году. По состоянию на октябрь 2019 года был подготовлен демонстрационный парк из 50 автомобилей для сдачи в аренду и для демонстрации программы развития Организации Объединённых Наций (ПРООН). Пробег автомобилей составил более 500000 километров. Массово 950 Fuel Cell не выпускался. 

## e950
e950 с подключаемым модулем был представлен в ноябре 2015 года в Гуанчжоу, а затем в апреле 2016 года автомобиль был представлен в Пекине. Автомобиль оснащён турбодвигателем SGE 1,4 TGI мощностью 112 кВт (150 л. с.) и крутящим моментом 235 Н⋅м с гибридной системой из двух мощных электродвигателей: одного мощностью 56 кВт (75 л. с.) (TM), а другого мощностью 32 кВт (43 л. с.) (ISG). Ёмкость литий-ионного аккумулятора составляет 11,8 кВт⋅ч. Запас хода составляет 600 км, а расход топлива — 1,7 л/100 км. В 2017 году автомобиль прошёл рестайлинг.

## Галерея

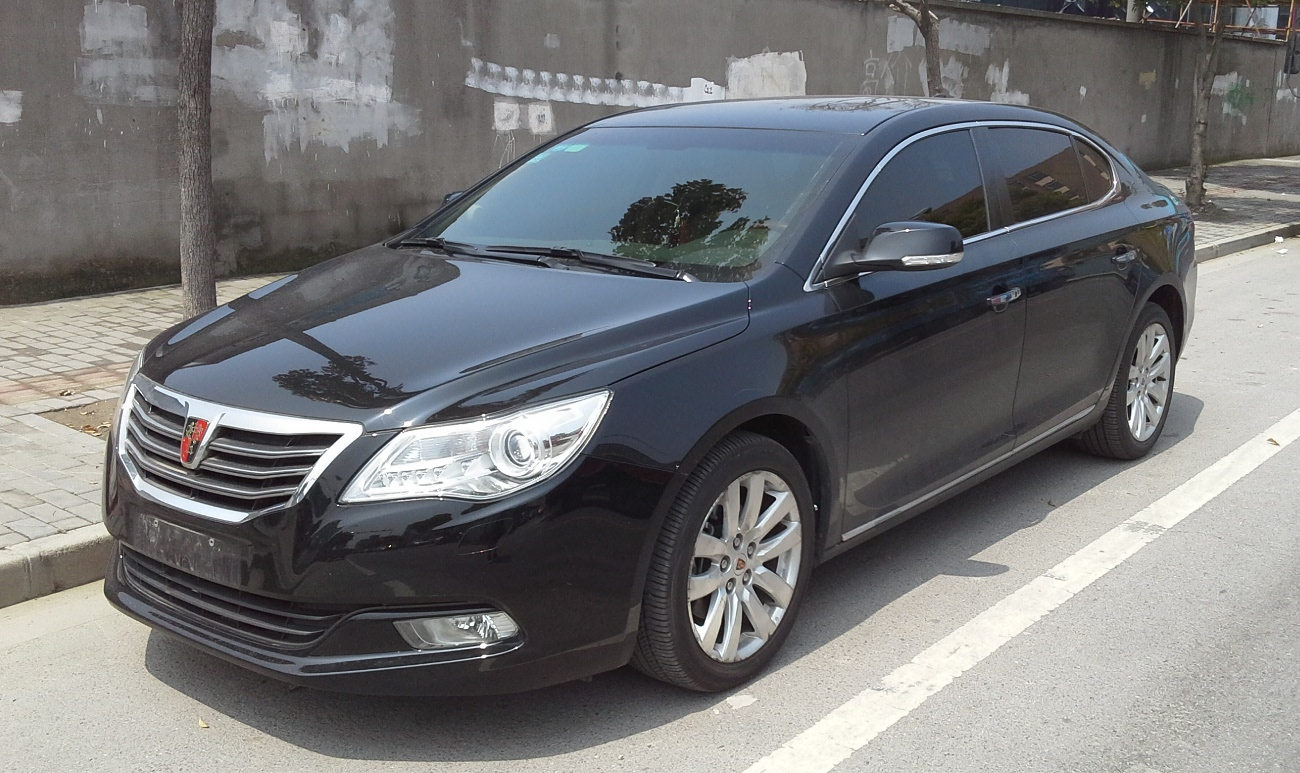
Вид спереди
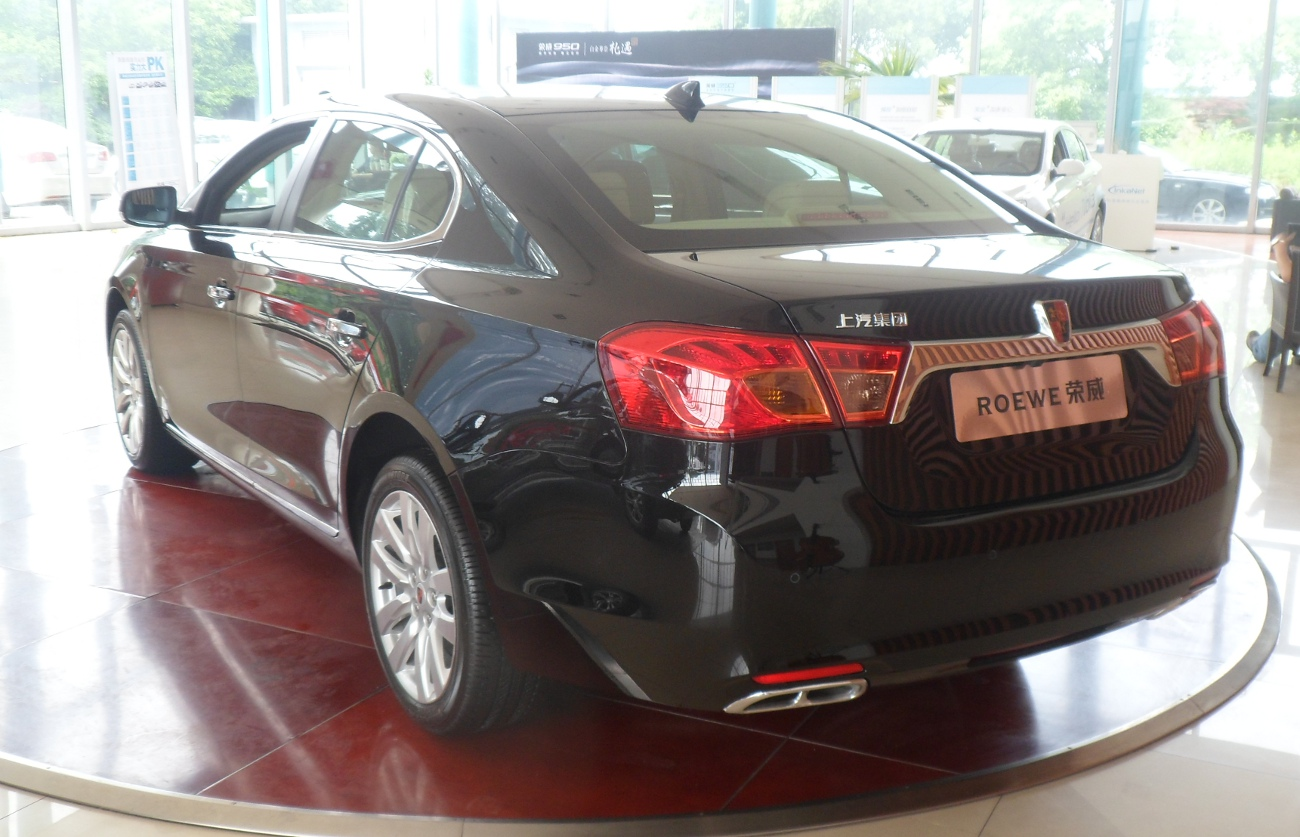
Вид сзади
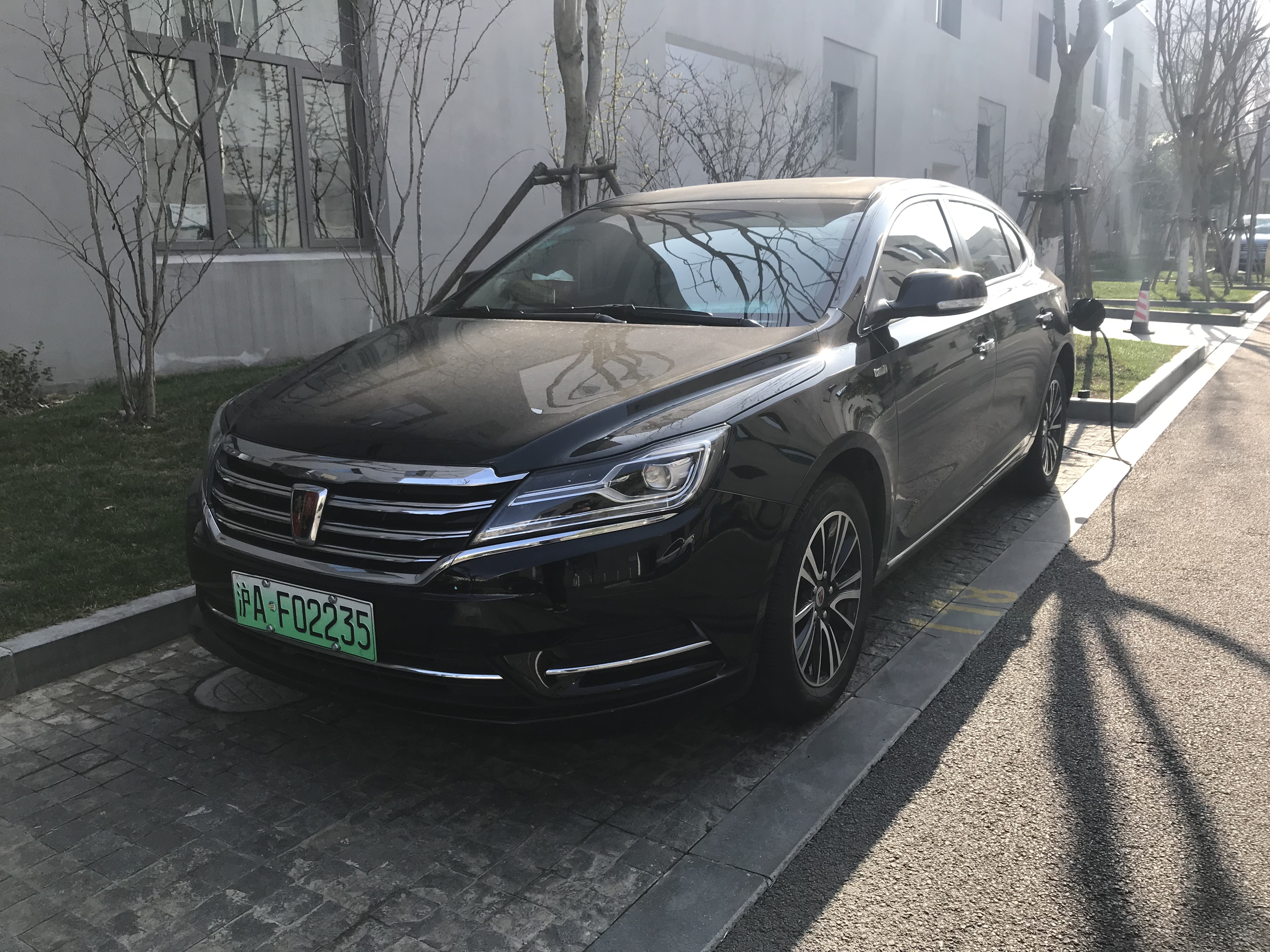
Roewe e950
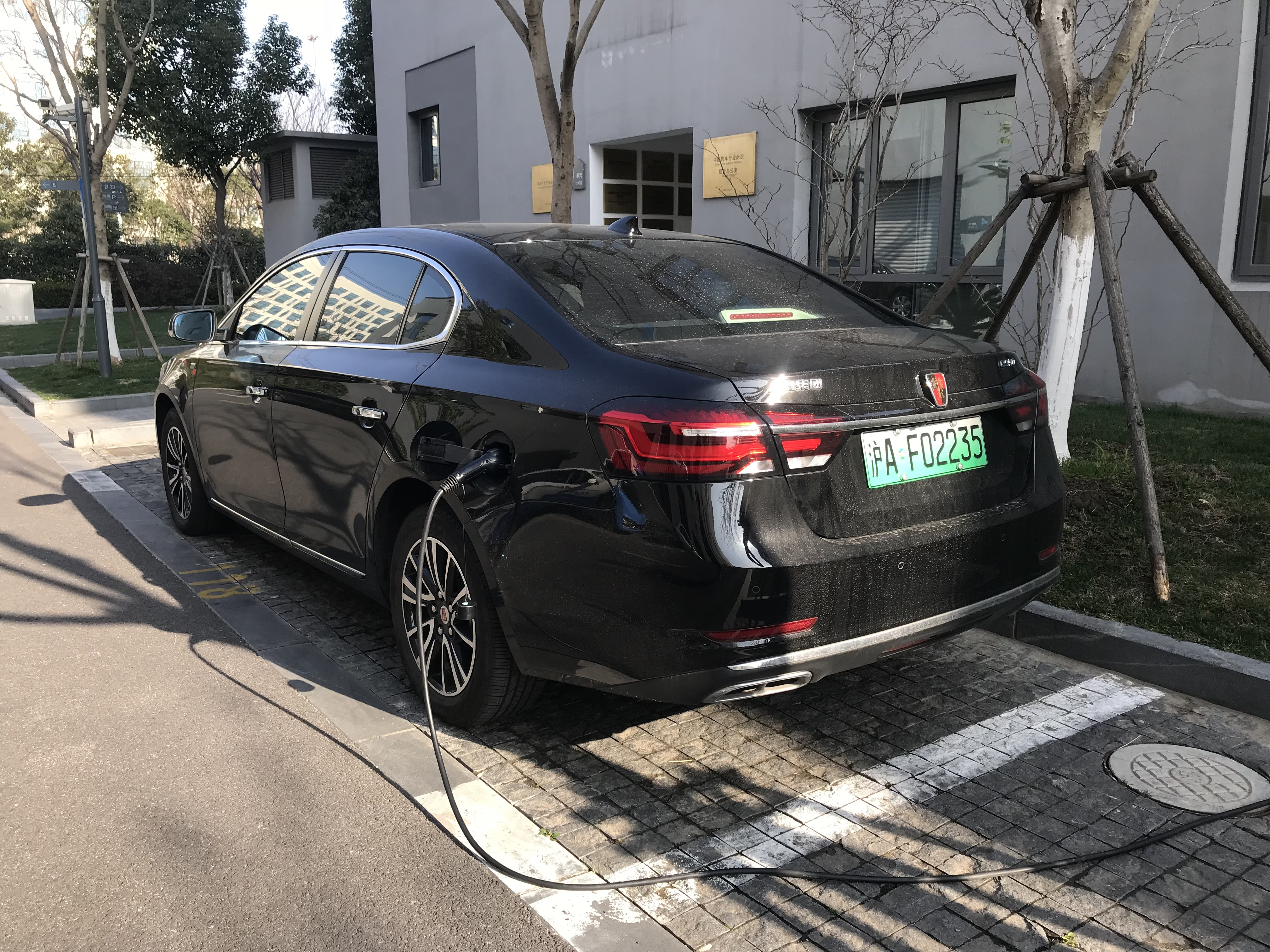
Roewe e950